# Arborophila rufogularis
Arborophila rufogularis е вид птица от семейство Phasianidae.

## Разпространение
Видът е разпространен в Бангладеш, Бутан, Виетнам, Индия, Китай, Лаос, Мианмар, Непал и Тайланд.